# Інгулецька сільська рада
Інгуле́цька сільська́ ра́да — адміністративно-територіальна одиниця та орган місцевого самоврядування в Білозерському районі Херсонської області. Адміністративний центр — село Інгулець.

## Загальні відомості
- Територія ради: 2,685 км²
- Населення ради: 2 168 осіб (станом на 2001 рік)
- Територією ради протікає річка Інгулець

## Населені пункти
Сільській раді були підпорядковані населені пункти:
- с. Інгулець
- с. Зарічне
- с. Ясна Поляна

## Склад ради
Рада складалася з 16 депутатів та голови.
- Голова ради: Русінко Володимир Миколайович
- Секретар ради: Каменщик Тетяна Анатоліївна

### Керівний склад попередніх скликань
| Прізвище, ім'я, по батькові   | Основні відомості                                                         | Дата обрання | Дата звільнення |
| ----------------------------- | ------------------------------------------------------------------------- | ------------ | --------------- |
| Русінко Володимир Миколайович | Сільський голова, 1962 року народження, освіта вища                       | 26.03.2006   | 31.10.2010      |
| Русінко Володимир Миколайович | Сільський голова, 1962 року народження, освіта вища, член Партії регіонів | 31.10.2010   |                 |

Примітка: таблиця складена за даними сайту Верховної Ради України

### Депутати
За результатами місцевих виборів 2010 року депутатами ради стали:

#### За суб'єктами висування
| Суб'єкт висування | Кількість обраних депутатів | %   |
| ----------------- | --------------------------- | --- |
| Самовисування     | 16                          | 100 |

#### За округами
| № округу | Прізвище, ім'я, по батькові   | Дата визнання обраним | Освіта  | Партійна приналежність                        | Відомості про обраного депутата                                        |
| -------- | ----------------------------- | --------------------- | ------- | --------------------------------------------- | ---------------------------------------------------------------------- |
| 1        | Яковина Світлана Леонідівна   | 01.11.2010            | вища    | член Партії регіонів                          | Інгулецька загальноосвітня школа І-ІІІ ст., вчитель                    |
| 2        | Каменщик Тетяна Анатоліївна   | 01.11.2010            | вища    | член Партії регіонів                          | Інгулецька сільська рада, секретар                                     |
| 3        | Цапура Світлана Олександрівна | 01.11.2010            | середня | член Партії регіонів                          | ясла-садок, вихователь                                                 |
| 4        | Карась Світлана Олександрівна | 01.11.2010            | середня | позапартійна                                  | Інгулецьке поштове відділення зв'язку, листоноша                       |
| 5        | Кравчук Юлія Василівна        | 01.11.2010            | вища    | член Партії регіонів                          | Херсонський маслозавод, заготівельник                                  |
| 6        | Шевчук Ірина Степанівна       | 01.11.2010            | середня | позапартійна                                  | КП Вікторія, бухгалтер                                                 |
| 7        | Янюк Людмила Максимівна       | 01.11.2010            | вища    | позапартійна                                  | Інгулецький сільський Будинок культури, директор                       |
| 8        | Боярська Поліна Миколаївна    | 01.11.2010            | середня | член Партії регіонів                          | ясла-садок, праля                                                      |
| 9        | Сімакович Наталія Миколаївна  | 01.11.2010            | середня | позапартійна                                  | Херсонська міська клінічна лікарня ім. А.і О.Тропіних, медична сестра  |
| 10       | Євтушок Наталія Миколаївна    | 01.11.2010            | вища    | член Партії регіонів                          | Білозерський районний відділ електрозв'язку та електромереж, контролер |
| 11       | Яковець Людмила Анатоліївна   | 01.11.2010            | вища    | член Всеукраїнського об'єднання «Батьківщина» | Інгулецька сільська рада, начальник військово-облікового столу         |
| 12       | Рейлян Тетяна Леонідівна      | 01.11.2010            | середня | позапартійна                                  | Інгулецький фельдшерсько-акушерський пункт, завідувачка                |
| 13       | Грищенко Світлана Анатоліївна | 01.11.2010            | вища    | член Партії регіонів                          | Інгулецька Загальноосвітня школа І-ІІІ ст., вчитель                    |
| 14       | Шкода Валентина Павлівна      | 01.11.2010            | вища    | член Партії регіонів                          | ясла-садок, завідувач                                                  |
| 15       | Кечко Сергій Олександрович    | 01.11.2010            | середня | позапартійний                                 | тимчасово не працює                                                    |
| 16       | Доценко Юрій Васильович       | 01.11.2010            | вища    | позапартійний                                 | пенсіонер                                                              |

## Населення
Згідно з переписом УРСР 1989 року чисельність наявного населення сільської ради становила 2326 осіб, з яких 1192 чоловіки та 1134 жінки.
За переписом населення України 2001 року в сільській раді мешкало 2170 осіб.

### Мова
Розподіл населення за рідною мовою за даними перепису 2001 року:
| Мова       | Відсоток |
| ---------- | -------- |
| українська | 87,59 %  |
| російська  | 10,24 %  |
| вірменська | 1,34 %   |
| білоруська | 0,69 %   |